# Пелисье, Олимпия
Олимпия Пелисье (фр. Olympe Pélissier; 9 мая 1799 — 22 марта 1878) — французская натурщица, хозяйка литературного салона, куртизанка и вторая жена итальянского композитора Джоаккино Россини. 
Позировала Орасу Верне для его картины «Юдифь и Олоферн». Французский писатель Оноре де Бальзак назвал её «самой красивой куртизанкой Парижа».

## Биография
Олимпия Луиза Александрина Дескюйе (Olympe Louise Alexandrine Descuillers) родилась в Париже 9 мая 1799 года (по другим данным в 1797 году). Она была незаконнорождённой дочерью незамужней женщины, которая позднее вышла замуж за Жозефа Пелисье. Когда Олимпии было 15 лет, мать продала её молодому герцогу, который поселил девушку в маленьком меблированном доме. Герцог заболел венерической болезнью и был вынужден избавиться от неё. Пелисье продали богатому англо-американцу. Вскоре она обрела независимость и стала сама искать себе любовников.
В период Реставрации Бурбонов Пелисье стала заметной фигурой в парижском обществе, ею восхищался граф де Жирарден, она содержала салоны, которые посещал барон Шиклер, а в 1830 году имела связь с писателем Эженом Сю, который познакомил её с Оноре де Бальзаком. В течение года (1830—1831) Пелисье и Бальзак были любовниками. После того, как Пелисье порвала с ним, писатель был полон обиды. Несколько лет спустя Бальзак назвал Пелисье «дьявольской куртизанкой». В число её любовников, среди которых были аристократы, художники и литературные деятели , входили также художники Орас Верне и Альфред д’Орсе, а также музыкант Винченцо Беллини.
Роман с Сю длился дольше других, их отношения были чередой ссор и страстных примирений. Их роману пришёл конец, когда Пелисье познакомилась с Джоаккино Россини. Впервые они встретились в 1830-х годах, после того, как композитор расстался с первой женой Изабеллой Кольбран. Россини и Пелисье жили в парижском доме композитора, пока эпидемия холеры не вынудила их покинуть город и отправиться в Италию. В конце 1836 года они переехали в Болонью, где ради соблюдения приличий жили под разными крышами. В Болонье Пелисье познакомилась с первой женой Россини — Изабеллой Кольбран. Пелисье было скучно в Болонье, и она заставила своего любовника покинуть город. В ноябре 1837 года пара перебралась в Милан, здесь каждую пятницу они устраивали музыкальные вечера. Среди их постоянных гостей был Ференц Лист. Однако Пелисье оставалась в положении куртизанки или компаньонки, но никак не будущей невесты композитора. Даже Мари д’Агу, бросившая мужа, чтобы последовать за музыкантом Листом, была настроена скептически: «Россини провёл зиму в Милане с мадемуазель Пелисье и пытался ввести её в общество, но ни одна знатная дама ни разу не навестила её».
В октябре 1845 года умерла Изабелла, первая жена Россини, а в августе 1846 года Россини и Пелисье поженились. В ходе революции 1848 года Болонья была охвачена восстанием, поэтому супруги перебрались во Флоренцию. Они провели там семь лет, и за это время здоровье Россини ухудшилось. Он страдал депрессией, вызванной последствиями гонореи. Пелисье же скучала по Парижу и хотела вернуться туда, чтобы Россини получил надлежащую медицинскую помощь, поэтому в мае 1855 года они приехали в столицу Франции и обосновались в большой квартире на улице Шоссе-д’Антен.
В Париже возобновились их музыкальные вечера, ставшие легендарными в местном обществе. Среди их гостей были Александр Дюма-сын, Эжен Делакруа, Ференц Лист и Джузеппе Верди. В 1859 году была построена их новая вилла, расположенная в парижском пригороде Пасси. В 1868 году Россини умер, оставив большое наследство, что позволило Пелисье жить в комфорте и после его смерти, хотя после её кончины поместье должно было перейти в собственность к муниципалитету Пезаро для создания в нём Государственной музыкальной консерватории имени Джоаккино Россини.
Олимпия Пелисье умерла 22 марта 1878 года.

## В искусстве и литературе
Я посвящаю эти скромные песни моей дорогой жене Олимпии как простое свидетельство благодарности за нежную, разумную заботу, которую она оказывала мне во время моей продолжительной и ужасной болезни
Любовник Пелисье, художник Орас Верне, запечатлел её в образе Юдифи в своей картине 1830 года «Юдифь и Олоферн».
Бальзак наделил чертами Пелисье безжалостную Феодору в своём романе 1831 года  «Шагреневая кожа». Эпизод, в котором герой Рафаэль де Валантен прячется в спальне Феодоры, скорее всего, основан на случае из реального опыта отношений Бальзака с Пелисье, хотя Бальзак отрицал это.
В 1832 году Россини посвятил ей свою кантату «Джованна д’Арко» («Жанна д’Арк»), а 1857 году — Musique anodine.
Олимпия Пелисье является персонажем французского телефильма 1974 года «Эжен Сю», её роль исполнила Клодин Костер.
В фильме Марио Моничелли 1991 года «Россини! Россини!», посвящённом жизни Россини, роль Пелисье исполнила Сабина Азема.